# Bitka pri Petrovaradinu
Bitka pri Petrovaradinu je bila prva velika zmaga habsburška vojske v avstrijsko-turški vojni (1716-1718) pri Petrovaradinu, zdaj delu Novega Sada, Srbija.

## Zgodovina
Leta 1716 je veliki vezir Silahdar Damat Ali Paša zbral v Beogradu vojsko 150.000 mož. Glavnino vojske je tvorilo 40.000 janičarjev, 20.000 spahij, 10.000 Tatarov in nekaj ogrskih kruških konjenikov.  Vojska je konec julija v Zemunu prečila Savo in se prestavila na desni breg Donave pri Sremskih Karlovcih, ki so bili na habsburškem ozemlju.  Tatari, Moldavci in kruci so medtem vdrli v Transilvanijo, vendar so jih Transilvanci odbili.
Poveljnik avstrijske vojske princ Evgen Savojski se je odločil z napadalci spopasti pri Petrovaradinu. Organiziral je izgradnjo utrjenega tabora znotraj Petrovaradinske trdnjave in odpoklical svojo vojsko 83.000 mož iz Futoga. Trdnjavska posadka je štela 8.000 mož, večinoma Srbov. V avstrijski vojski so bili hrvaška pehota in konjeniški polk, skupaj 42.000 mož, srbski graničarji iz Vojvodine in pomožne enote iz Württemberga.
2. avgusta se je zgodil prvi spopad med avstrijsko predhodnico in osmanskimi konjeniki. Naslednji dan je veliki vezir že prišel do Petrovaradina in s 30.000 janičarji takoj napadel nasprotnikov tabor. Vojaki so začeli s topovi obstreljevati trdnjavo in spodkopavati njeno obzidje. Glavnina osmanske vojske je prečila Donavo 5. avgusta po dveh pontonskih mostovih in su utaborila.

## Bitka
Avstrijska ofenziva se je začela 5. avgusta ob 7. uri. Medtem ko je desni bok pod poveljstvom kneza Aleksandra von  Württemberga napadel osmansko topništvo, je glavnina vojska zašla v težave, ker je razvijanje vojske skozi ozka trdnjavska vrata potekalo prepočasi. Janičarji so jo takoj  napadli in prisilili na umik v trdnjavo. Princ Evgen je pred naslednjim izpadom poslal konjenico na osmanske boke in obkolil nasprotnikovo vojsko.  Velikemu vezirju ni uspelo s spahijami prebiti obroča niti prerazporediti svoje vojske. Tatari so se celo umaknili, ne da bi se vmešali v boj.
V osmanski vojski je zavledal nered. Princ Evgen je osebno poveljeval napadu na osmanski tabor in ga s podporo šestih fregat na Donavi po dveh urah bojev osvojil. Veliki vezr Damat Ali Paša je v boju padel. V Beograd se je vrnilo samo 50.000 osmaskih vojakov. Velikega vezirja so pokopali v Beogradu v grobnici na Kalemegdanu, znani kot Damat Ali Pašino turbe.

### Petrovaradinska in Temišvarska bitka
1716 so torej avstrijske čete pod vodstvom istega Evgena Savojskega – „očeta Podonavskih Švabov” – osvobodile Banat. Najprej so iz dobro utrjene in do danes ohranjene petrovaradinske trdnjave v Bitki pri Tekijah 5. avgusta 1716 zadale Osmanom hud udarec.Še istega leta jeseni pa je prešla v roke kristjanov najpomembnejše banatsko mesto in trdnjava Temišvar, kar je omogočilo oživitev Čanadske škofije. Ker je bil Čanad opustošen, je postalo novo središče Segedin; škof Nádasdy je tam ustanovil stolni kapitelj in oživljal stare ter ustanavljal številne nove fare; tu so odprli šolo jezuiti, ki so poleg frančiškanov delovali v prid duhovne obnove.
Ne čudi torej, da so tako cerkvene kot svetne temišvarske oblasti skozi leto 2016 več mesecev nadvse slovesno praznovale spomin na dan, ko je pred tremi stoletji, 12. oktobra 1716, turški paša izobesil belo zastavo na temišvarski trdnjavi, in je tako Evgen Savojski neverjetno hitro uspel vrniti kristjanom celotno srednjeveško Ogrsko kraljestvo. Saj je bil to začetek verske in družabne obnove, ponovne naselitve in vsestranskega razvoja. Omenimo še, da je Mehmed paša takrat uvidel, da bo z vdajo lahko rešil življenje svojih vojakov. Princ Evgen pa je po viteško dovolil turški vojski prost umik z vso prtljago; in da ogorčeno ljudstvo ne bi napadlo neoboroženih poražencev, jim je določil v varstvo petsto konjenikov ter jim podaril še tisoč bojnih vozov. Ni ravnal tako podlo kot Turki sto štiriinšestdeset let prej, ki so kljub vdaji pred temišvarskimi vrati pred očmi turškega poveljnika izdajalsko umorili junaka Losoncija in njegove hrabre tovariše.

## Posledice
Po vojni so dogodek počastili z izgradnjo cerkve na hribu Tekije nad bojiščem. Posvetili so jo Naši gospe Tekijski. Cerkev je znana tudi kot cerkev Marije Snežne. Je nekaj posebnega, ker sta v njej katoliški oltar in pravoslavni ikonostas in jo uporabljajo tako katoliki kot pravoslavci. Vsakega 5. avgusta postane cerkev romarsko središče. Posebnost je tudi to - da ima na kupoli - podobno kot cerkev v Mohaču - poleg križa tudi polmesec.
Princ Evgen Savojski je po zmagi krenil proti Temišvaru na osmanskem ozemlju in ga kljub žilavemu odporu 12. oktobra istega leta osvojil. Osmansko cesarstvo je nazadnje priznalo svoj poraz in z Avstrijo in njeno zaveznico Beneško republiko sklenilo Požarevski mirovni sporazum.
Na bojišču so na hribu Vezirac v Petrovaradinu leta 1902  postavili spomenik v čast avstrijski znagi. Načrt zanj je naredil zagrebški arhitekt Herman Bollé.